# Caroline Severance

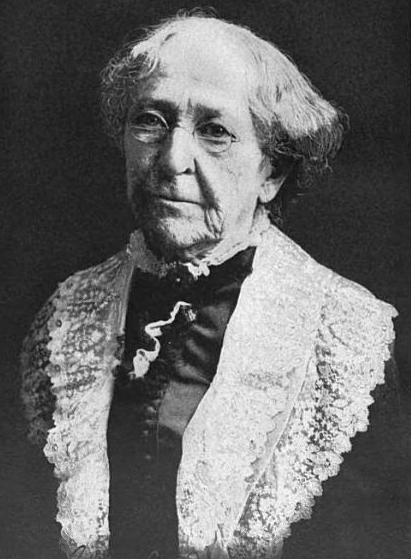
Caroline Severance (um 1906)

Caroline Maria Seymour Severance (* 12. Januar 1820 in Canandaigua, New York, als Caroline Maria Seymour; † 10. November 1914 in Los Angeles, Kalifornien), häufig kurz Caroline M. Severance oder Caroline Severance, war eine US-amerikanische Aktivistin, die sich unter anderem innerhalb des women’s clubs movement, der Suffragettenbewegung und der Abolitionismusbewegung engagierte.

## Leben

### Kindheit und Jugend
Caroline Seymour wurde 1820 als Tochter des Bankiers Orson S. Seymour und seiner Ehefrau Caroline Maria Clarke in Canandaigua im Ontario County in New York geboren. Ihr Vater starb, als sie vier Jahre alt war, worüber besonders ihre Mutter jahrelang nicht hinwegkam. Seymour selbst suchte zunächst Trost in der Religion, besonders im Rahmen des Second Great Awakenings (ihre Heimatregion gehörte zum sogenannten burned-over district, in dem binnen kurzer Zeit zahlreiche religiöse Revivals stattfanden). 1835 graduierte sie von Elizabeth Ricords Schule in Geneva, New York. Anschließend fand sie eine Anstellung als Lehrerin in einem Internat nahe Pittsburgh, Ohio.

### Heirat und Zeit in Cleveland
1840 heiratete Seymour den abolitionistisch eingestellten Bankier Theodoric Cordenio Severance, nahm dessen Nachnamen an und zog mit ihm nach Cleveland, Ohio. Dort wurden die beiden Eltern von fünf Kindern, von denen eines im Säuglingsalter starb. War ihr Elternhaus konservativ eingestellt gewesen, so fand sie mit ihrem Ehemann und seiner Familie ein wesentlich progressiveres und verschiedene Reformen befürwortendes Umfeld. Alsbald kam sie nicht nur in Kontakt zum Abolitionismus, sondern auch mit der Abstinenzbewegung. Inspiriert durch die Hutchinson Family Singers begann sie sich zudem für die Frauenrechtsbewegung zu interessieren. Zunächst arbeitete sie mit Frances Dana Barker Gage zusammen, später kam sie in Kontakt mit führenden Suffragetten wie Elizabeth Cady Stanton. Sie unterstützte die Gründung der Ohio Woman’s Rights Association und war 1853 beim ersten Jahrestreffen Sitzungspräsidentin.
Religiös wurde Severance in dieser Zeit von verschiedenen Strömungen des US-amerikanischen Christentums beeinflusst: von einem Prediger, der die baldige Rückkehr von Jesus Christus predigte, vom Spiritisten Andrew Jackson Davis, aber auch von Theologen des liberalen Protestantismus. Gemeinsam mit ihrem Ehemann trat sie aus der presbyterianischen Kirche aus und gründete mit ihm die progressive Independent Christian Church, in der unter anderem der Unitarier Amory Dwight Mayo predigte. Ferner stand das Haus des Ehepaars für unterschiedliche Theologen, Denker, Literaten und Aktivisten offen; unter anderem waren es der Transzendentalist Ralph Waldo Emerson und andere Intellektuelle New Englands, die auf ihren Reisen durch die USA dem Ehepaar Severance einen Besuch abstatteten.

### Boston
Diese Kontakte zu Intellektuellen der Ostküste brachten Severance auf die Idee, nach Boston zu ziehen, wo sie sich ein anregenderes intellektuelles Umfeld erhoffte als in Cleveland. Tatsächlich setzte das Ehepaar diese Idee 1855 in die Tat um, als der Ehemann eine Stelle bei einer Bostoner Bank angeboten bekam. Inspiriert durch die Predigten von Theodore Parker schloss sie sich dem amerikanischen Unitarismus an und trat später der Free Religious Association bei. Als erste Frau referierte sie vor dem Parker Fraternity Lecture Course, was so erfolgreich verlief, dass die Organisation sie mit einem Amt bedachte. Sie übernahm viele der unitarischen Leitprinzipien, darunter nicht nur die positive Grundhaltung gegenüber Reformen, sondern auch den Glauben an den Individualismus sowie die Kritik am christlichen Dogma.
In Boston engagierte sich Severance bald bei mehreren Organisationen mit unterschiedlichen Reformzielen. Unter William Lloyd Garrison, einem der prominentesten Abolitionisten der damaligen Zeit, betätigte sie sich innerhalb der Abolitionismusbewegung; ebenso trat sie der New England Woman’s Rights Convention bei und diente 1859 als deren Präsidentin. Zudem saß sie im Gründungsvorstand des New England Hospital for Women and Children, das von ihrer Clevelander Freundin Marie Zakrzewska gegründet worden war. Während des Sezessionskrieges bemühte sie sich als Teil der Sanitary Commission um eine Unterstützung der Unionssoldaten. Da ihr Ehemann während des Krieges als Zolleintreiber in Port Royal in South Carolina eingesetzt wurde, verbrachte sie während des Krieges auch einige Zeit in den von den Nordstaaten eroberten Teilen der Südstaaten.
Die durch den Sieg der Union im Bürgerkrieg möglich gewordene Gleichberechtigung von Afroamerikanern in der US-Gesellschaft sah sie – noch beeinflusst durch ihr konservatives Elternhaus – als Aufgabe einzelner Bundesstaaten und nicht der Bundesregierung. Nach Kriegsende referierte Severance einige Zeit lang in Lexington, Massachusetts, in der Schule von Diocletian Lewis über practical ethics. Die Nachkriegszeit stand bei Severance aber in besonderem Maße im Zeichen der Frauenrechtsbewegung. 1868 gründete sie den New England Woman’s Club (NEWC), dem sie als Gründungspräsidentin vorstand. Ihre Nachfolgerin wurde 1871 Julia Ward Howe, mit der sie ferner gemeinsam eine kurzlebige Friedensorganisation gründete. Severance war davon überzeugt, dass sich die gesellschaftliche Position der Frau erst verbessern werde, wenn die Frauen selbst Aktion ergreifen würden, indem sie sich bildeten und aktiv für gesellschaftliche Reformen einträten. Nach diesem Prinzip diente der NEWC unter anderem als Bildungszentrum und als Forum für politische Reformvorhaben.
Zu den baldigen Erfolgen des NEWC gehörten die Gründung einer Gartenbauschule für Frauen, die Wahl von vier Frauen in die Bostoner Schulbehörde, die Gründung einer Girls’ Latin School, die Gründung der Co-operative Building Association und die Förderung einer medizinischen Ausbildung von Lehrerinnen durch Severances Freundin Marie Zakrzewska. Der NEWC wurde bald national zum Vorbild für viele andere woman’s clubs. Parallel beteiligte sich Severance auch an der Suffragettenbewegung und half als Bekannte führender Suffragetten wie Susan B. Anthony unter anderem bei der Gründung der American Equal Rights Association, zusammen mit Lucy Stone und anderen Suffragetten war sie 1869 zudem an der Gründung der American Woman Suffrage Association beteiligt. Im Gegensatz zur American Equal Rights Association vertrat die American Woman Suffrage Association eine konservativere Position zur gesellschaftlichen Teilhabe von Afroamerikanern und unterstützte nicht den 15. Zusatzartikel zur Verfassung der Vereinigten Staaten.

### Los Angeles
Ihre eigenen politischen Aktivitäten und auch jene ihres Ehemannes beanspruchten das Ehepaar Severance sehr, sodass sich die beiden 1875 entschlossen, ins ruhigere Los Angeles zu ziehen. Hinzu kam die schwächelnde Gesundheit ihrer Schwiegermutter, von der man hoffte, dass sie sich in Los Angeles besser erholen könne als in Boston. Zudem lebten in Los Angeles bereits zwei der Söhne des Ehepaars. In Los Angeles gründete das Ehepaar Severance zunächst die erste unitarische Gemeinde der Stadt. Während sich ihr Ehemann bis zu seinem Tod 1892 hauptsächlich mit dem Orangenanbau beschäftigte, griff Severance ihre Aktivitäten im Sinne des woman’s club movement bald wieder auf. Zunächst gründete sie in Los Angeles zwei neue woman’s clubs, die trotz ihrer Kurzlebigkeit unter anderem erfolgreich für die Gründung mehrerer Kindergärten in Los Angeles eintraten. Nicht zuletzt war Severance selbst ein bedeutender Teil der kalifornischen Kindergartenbewegung und förderte unter anderem Emma Marwedel und Kate Douglas Wiggin. Severance’s sogenannter Los Angeles Women’s Club setzte sich ferner für obdachlose Kinder ein, entsprechend gründete sie auch die Orphan’s Home Society. Des Weiteren unterstützte sie unter anderem die Los Angeles Public Library sowie die Bewahrung historischer Gebäude.

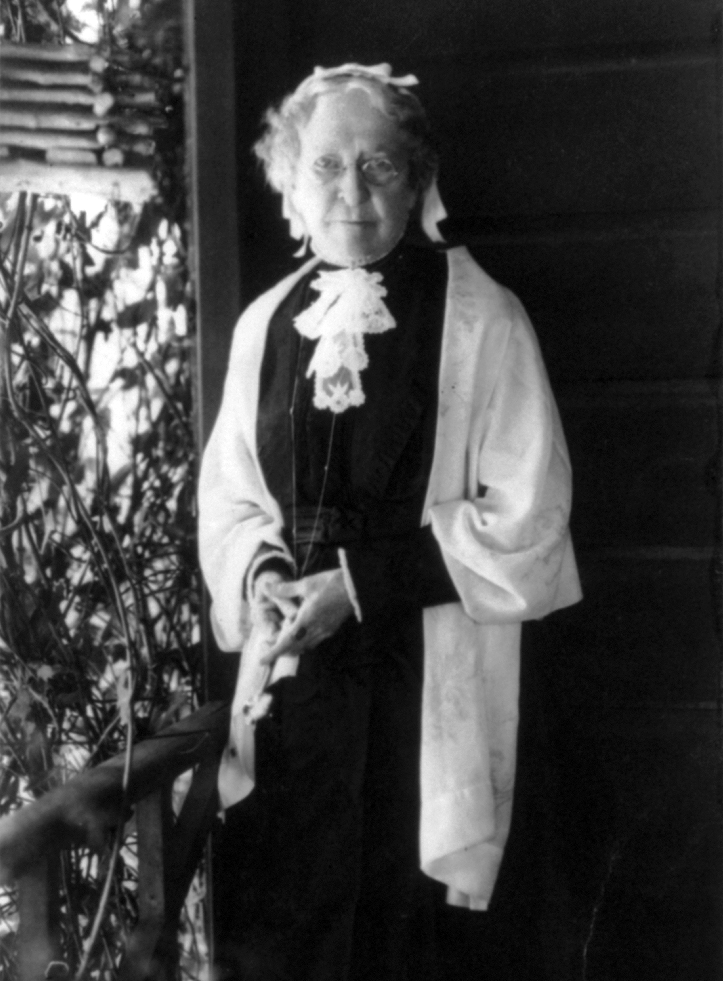
Caroline Severance (1910)

1891 gründete sie den Friday Morning Club, der sich innerhalb der nächsten Jahre zu einem der wichtigsten Foren für politische Reformvorhaben in Los Angeles entwickelte. Der Club forderte unter anderem mehr öffentliche Leistungen für Kinder und Frauen, unterstützte die Besetzung öffentlicher Ämter mit Frauen und trat als Teil der Suffragettenbewegung für das Frauenwahlrecht ein. Severance selbst vertrat Ende der 1890er immer stärker Positionen des religiösen Sozialismus und arbeitete dementsprechend auch darauf hin, Sozialistinnen in das woman’s clubs movement zu integrieren. Zur Förderung des religiösen Sozialismus veranstaltete sie ab Ende der 1890er regelmäßige Treffen in ihrem Zuhause, die sich auch mit ihren politischen Reformbemühungen überschnitten. In ihren letzten Lebensjahren trat Severance politisch gesehen immer stärker für pragmatischere Positionen ein. So befürwortete sie 1902 auf der Generalversammlung der General Federation of Women’s Clubs eine Politik der Rassentrennung innerhalb der Organisation mit der Begründung, dass ansonsten der fragile Zusammenhalt zwischen woman’s clubs in den ehemaligen Nord- und den ehemaligen Südstaaten gefährdet würde.
Unberührt davon blieb ihr Engagement für das Frauenwahlrecht. Von 1900 bis 1904 war sie Präsidentin der Los Angeles County Women Suffrage League. Die Bemühungen der kalifornischen Suffragettenbewegung um Severance führten 1911 zum Erfolg, als der Bundesstaat das Frauenwahlrecht einführte. Die kalifornische Frauenbewegung einigte sich schließlich darauf, Severance die Ehre zuteilwerden zu lassen, als erste Frau von diesem Wahlrecht Gebrauch zu machen. Überraschend entschied sich Severance, sonst immer noch für einen religiösen Sozialismus eintretend, in einer lokalen Wahl in Los Angeles öffentlich nicht für den sozialistischen Kandidaten, sondern für den Kandidaten der Progressiven. Würde die Frauenbewegung öffentlich den (sowieso chancenlosen) gesamtgesellschaftlich umstrittenen sozialistischen Kandidaten unterstützen, wäre das für die Bemühungen der landesweiten Suffragettenbewegung nur schädlich. Kurz danach wählte sie auch bei der Präsidentschaftswahl in den Vereinigten Staaten 1912. Caroline Severance starb 1914 im Alter von 94 Jahren in Los Angeles. Sie wurde auf dem Rosedale Cemetery beigesetzt. Ihr Friday Morning Club gedachte Severance mit einer Trauerfeier. Eine Sammlung von Schriftstücken aus ihrem Nachlass befindet sich unter dem Namen „Caroline Maria Seymour Severance Papers“ in der Huntington Library.